# Charles Dundas
Sir Charles Dundas, po rodu Škot, je bil ugandski guverner med letoma 1940 in 1943.